# Heeßel (Burgdorf)

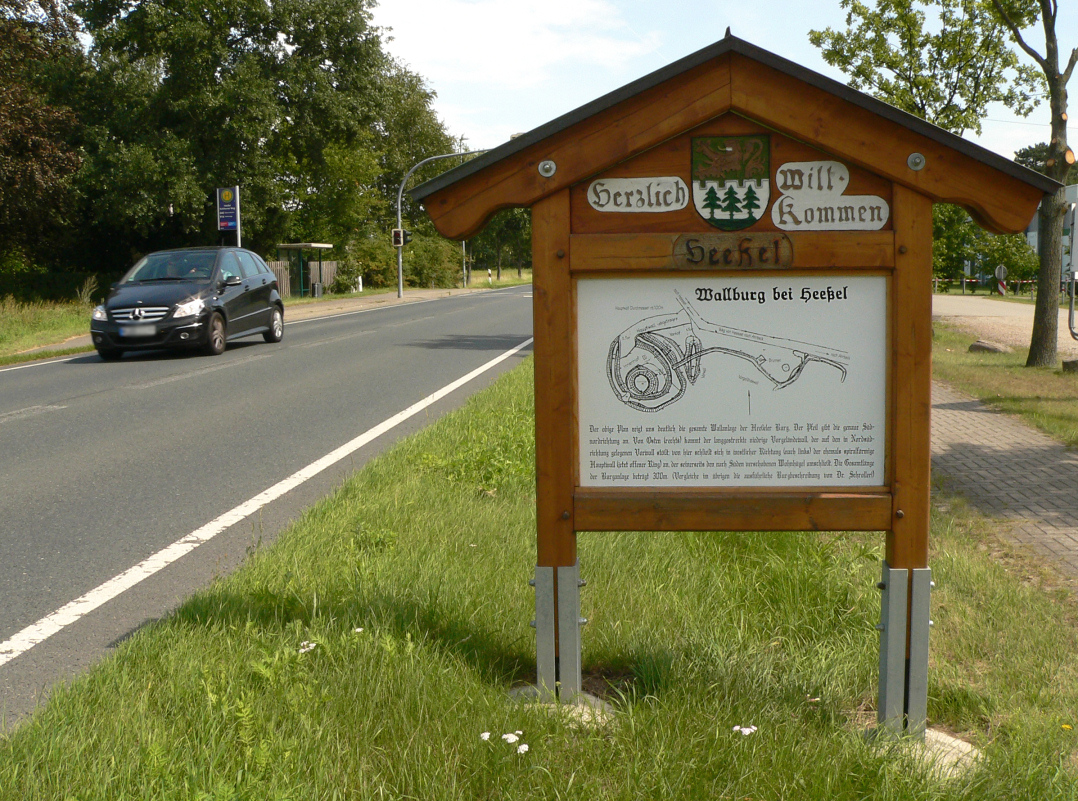
Ortseingangsschild mit Lageplan der früheren Burg Heeßel

Heeßel ist ein Stadtteil von Burgdorf in der Region Hannover in Niedersachsen (Deutschland). Der etwa 1000 Einwohner umfassende Stadtteil liegt an der ehemaligen B 188 (jetzt K 112), etwa 2 km westlich von der Burgdorfer Stadtmitte und 3 km östlich von Beinhorn.

## Geografie

### Geografische Lage
Bis zur Freigabe der Burgdorfer Umgehungsstraße (neue B 188) im Oktober 2009 lag Heeßel an der ehemaligen B 188 (jetzt K 112). Der durch Heeßel führende Straßenabschnitt ist Teil der Niedersächsischen Spargelstraße, die unter anderem auch durch Burgdorf verläuft. Der Ort zieht sich etwa einen Kilometer entlang dieser Straße, die den Namen Dorfstraße trägt und in Richtung Burgdorf in die Marktstraße übergeht. In der Breite misst der Ort zwischen 200 und 500 Metern. Umgeben ist er von großen Agrarflächen, wobei im Osten die Stadt Burgdorf und im Süden auch einige Waldgebiete liegen.

### Ortsgliederung
Der Ortsteil Heeßel lässt sich in drei etwa gleich große Teile gliedern, die alle durch die Dorfstraße miteinander verbunden sind:
- Kleinheeßel liegt einige hundert Meter westlich vom übrigen Heeßel. Es umfasst neben dem Vereinsgelände des Heesseler SV auch den Friedhof und einige Wohnhäuser. Zentral gelegen ist die Bushaltestelle „Heeßel/Kolshorner Weg“. Auf dem Friedhof befindet sich neben einer Friedhofskapelle auch das Ehrenmal zum Gedenken an die Toten der beiden Weltkriege.
- Der größte Teil des Ortes (Westheeßel) umfasst neben zahlreichen Wohnhäusern auch einige Bauernhöfe. In der Ortsmitte zweigt von der Dorfstraße der Burgweg zum Gelände der ehemaligen Burg Heeßel ab. An der Abzweigung befinden sich auch eine Kaffeerösterei und die Bushaltestelle „Heeßel/Heisterkampsweg“
- In dem an die Burgdorfer Weststadt angrenzenden Ostheeßel liegt das Gebäude der Freiwilligen Feuerwehr Heeßel. Weiter östlich liegen etwa 150 m entfernt zwei Tankstellen. Auch hier befinden sich zusätzlich noch einige Wohnhäuser und Bauernhöfe.

Zudem gehören zum Ortsteil Heeßel folgende Wohngebiete:
- Der Bereich südlich der Straße „An der Mösch“ und westlich der Bahnstrecke, in dem auch die Tennisplätze liegen,
- das zwischen der B 443 und der Bahnstrecke liegende Ahrbeck.

Zum Verwaltungsgebiet Heeßel gehören weiterhin große Agrarflächen, die selbst ein Vielfaches der Größe des eigentlichen Ortes besitzen.
Große Teile der heutigen Burgdorfer Weststadt wurden auf ehemals zu Heeßel gehörenden Flurstücken gebaut. Die Bewohner dieser Baugebiete werden allerdings nicht zu den Einwohnern Heeßels gerechnet.
Der Bau des Baugebiets „Zilleweg“ führte fast zu einer Verschmelzung Heeßels mit Burgdorf. In den folgenden Jahren wurde dies durch die Stadtplanung für folgende Baugebiete vermieden, um den dörflichen Charakter Heessels zu erhalten.

## Geschichte

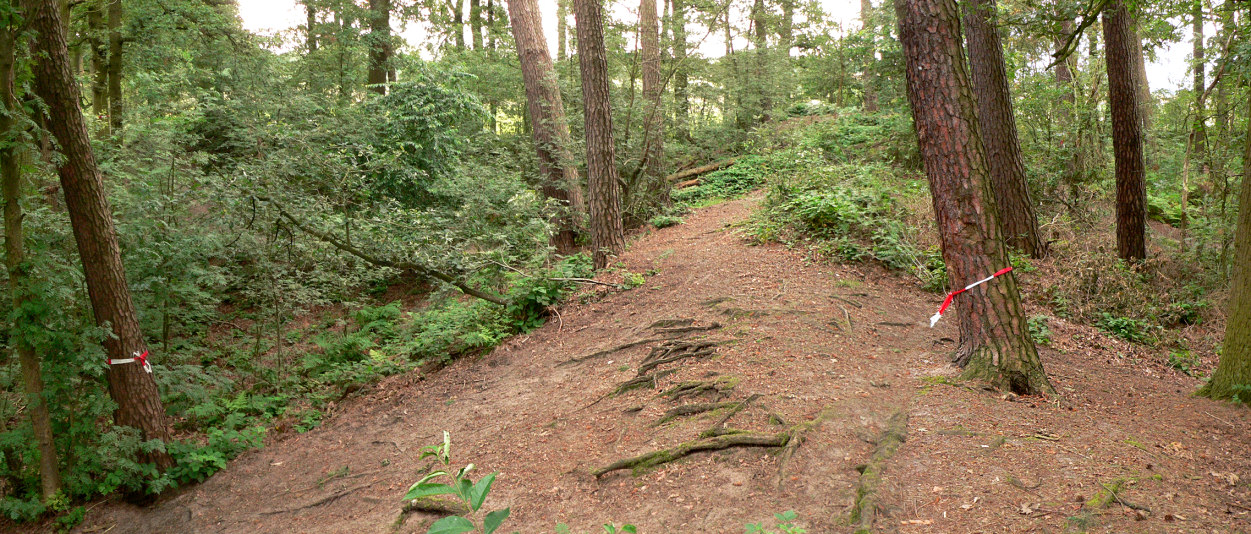
Wallkrone der ehemaligen Burg Heeßel, heute bewaldet

Im Jahr 983 trafen sich auf der Burg Heeßel nach Thietmar von Merseburg die Großen der Sachsen nach dem Streit mit Heinrich dem Zänker. Im Jahr 990 trafen sich hier erneut wichtige Persönlichkeiten der Sachsen zur Festlegung der Grenzen der Bistümer Minden (Enger) und Hildesheim (Ostfalen). Nach dem heutigen Stand der Forschung wird der Ort 1360 im Lüneburger Lehnsregister der Herzöge Otto und Wilhelm von Lüneburg erstmals urkundlich erwähnt.
Im Jahr 1660 gab es im Ort bereits 14 Halbhöfnerstellen. Erst im 18. Jahrhundert kamen die so genannten Kötner und Brinksitzerstellen hinzu. Um das Jahr 1800 umfasste Heeßel etwa 150 Einwohner. Einen Bevölkerungssprung erfuhr der Ort nach Ende des Zweiten Weltkrieges 1945, als sich die Einwohnerzahl durch den Zuzug von Heimatvertriebenen verdoppelte. Die Bebauung der Straßen Heisterkampsweg und Moormühlenweg stammen zum Großteil aus dieser Zeit. Heeßel entwickelte sich danach mit den Bebauungen der 1970er und frühen 1980er Jahre weg von einem reinen Straßendorf.
Am 1. März 1974 wurde Heeßel im Zuge der Verwaltungs- und Gebietsreform in die Stadt Burgdorf eingegliedert und verlor somit seine Eigenständigkeit.
Das Wohngebiet „Am Eikhoop“, wurde Anfang der 1990er Jahre als letzte Erweiterung des Dorfes Heessel gebaut.

## Einwohnerentwicklung
- 1961: 0720 Einwohner[5]
- 1970: 0744 Einwohner[5]
- 2005: 1064 Einwohner
- 2011: 1080 Einwohner
- 2016: 1031 Einwohner[1]

## Politik

### Stadtrat und Bürgermeister
Heeßel wird auf kommunaler Ebene vom Rat der Stadt Burgdorf vertreten.

### Ortsvorsteher
Ortsvorsteher von Heeßel ist Heiko Reißer.
- Politische Wahlen werden grundsätzlich im Feuerwehrhaus in der Ortsmitte durchgeführt.

### Wappen
Der Entwurf des Kommunalwappens von Heeßel stammt von dem Heraldiker und Wappenmaler Gustav Völker, der zahlreiche Wappen in der Region Hannover erschaffen hat. Die Genehmigung des Wappens wurde am 6. Juni 1963 durch den Regierungspräsidenten in Lüneburg erteilt.
| Wappen von Heeßel | Blasonierung: „Über einer silbernen Zinnenwand, belegt mit drei grünen Tannen auf grünem Boden, in Grün ein wachsender, goldener Löwe.“ |
| Wappen von Heeßel | Wappenbegründung: Der Löwe weist auf die Freiengerichtsbarkeit, die die Gemeinde Heeßel einst zusammen mit den Gemeinden Wettmar, Thönse, Engensen, Otze, Weferlingsen, Beinhorn, Kolshorn und Ramlingen-Ehlershausen besessen hat, hin. Die silberne Zinnenwand soll an die alte Burg, die sich einst in den Heeßeler Tannen befand, erinnern. |

## Kultur und Sehenswürdigkeiten
Die bedeutendste Sehenswürdigkeit des Ortes Heessel ist sicherlich die Burg Heeßel, auch Heesseler Burg genannt.
Diese befindet sich südlich der heutigen Ortschaft.
Das Ehrenmal zum Gedenken an die Toten der beiden Weltkriege befindet sich auf dem Friedhof.
Es stand früher in der Dorfmitte auf einem Grundstück der Realgemeinde und wurde verlegt, als an seinem alten Standort eine der beiden Tankstellen erbaut wurde.

## Wirtschaft und Infrastruktur

### Regelmäßige Veranstaltungen
Das Dorfleben wird in Heessel durch die Freiwillige Feuerwehr und den Heesseler SV getragen. Es gibt im Wesentlichen drei jährliche Festveranstaltungen:
- Osterfeuer der Feuerwehr
- Sportfest des Sportvereins
- gemeinsam veranstalteter Dorfball

### Verkehr
Heeßel ist über die Kreisstraße 112 (ehemalige B 188) mit Burgdorf im Osten und der A 37 im Westen verbunden. Durch den Ortsteil führen zwei Buslinien vom Burgdorfer Bahnhof nach Schillerslage bzw. Altwarmbüchen, wo es einen Anschluss mit der Linie 3 der Stadtbahn Hannover gibt.